# Брахиметатарзия

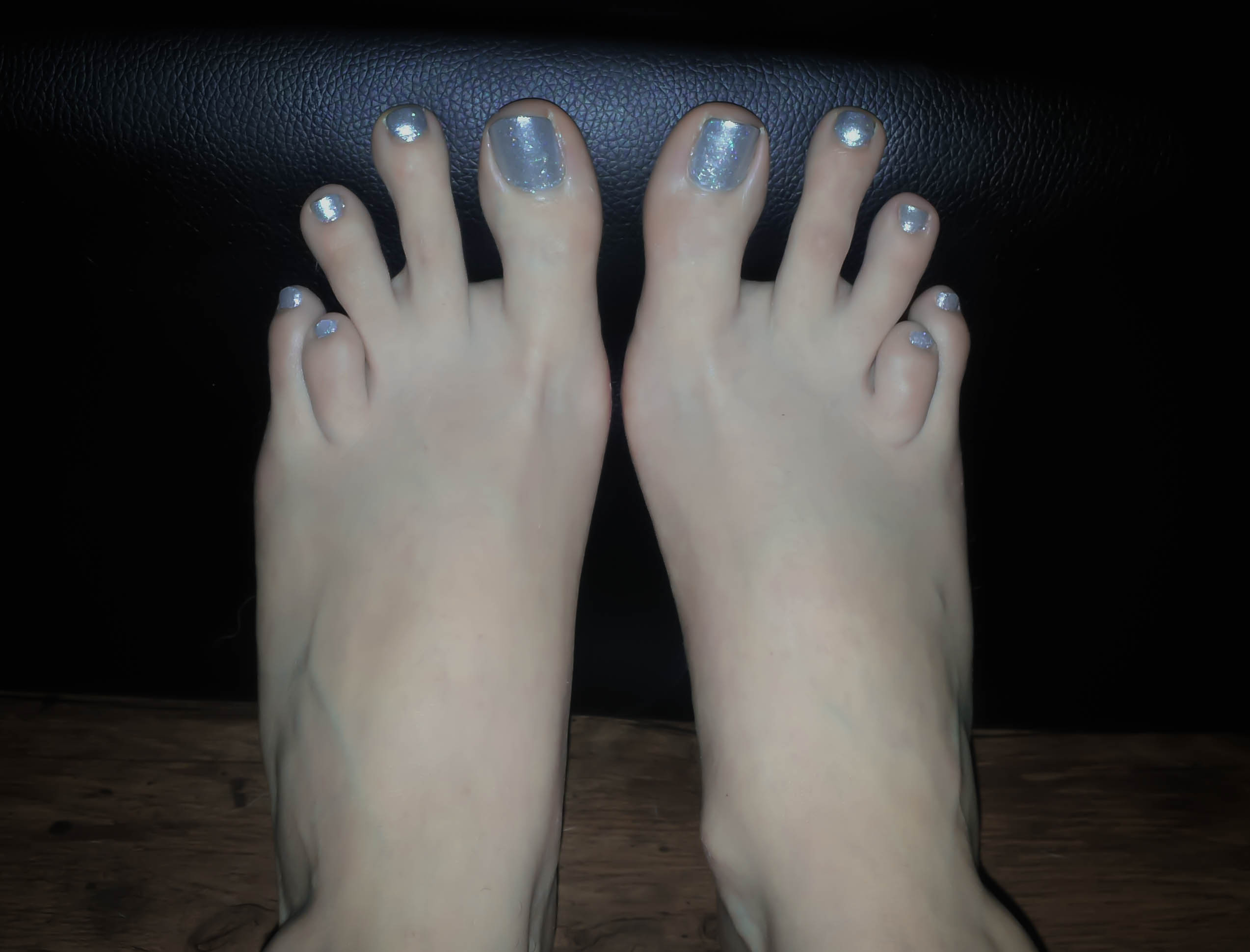
Двусторонняя брахиметатарзия четвёртых плюсневых костей

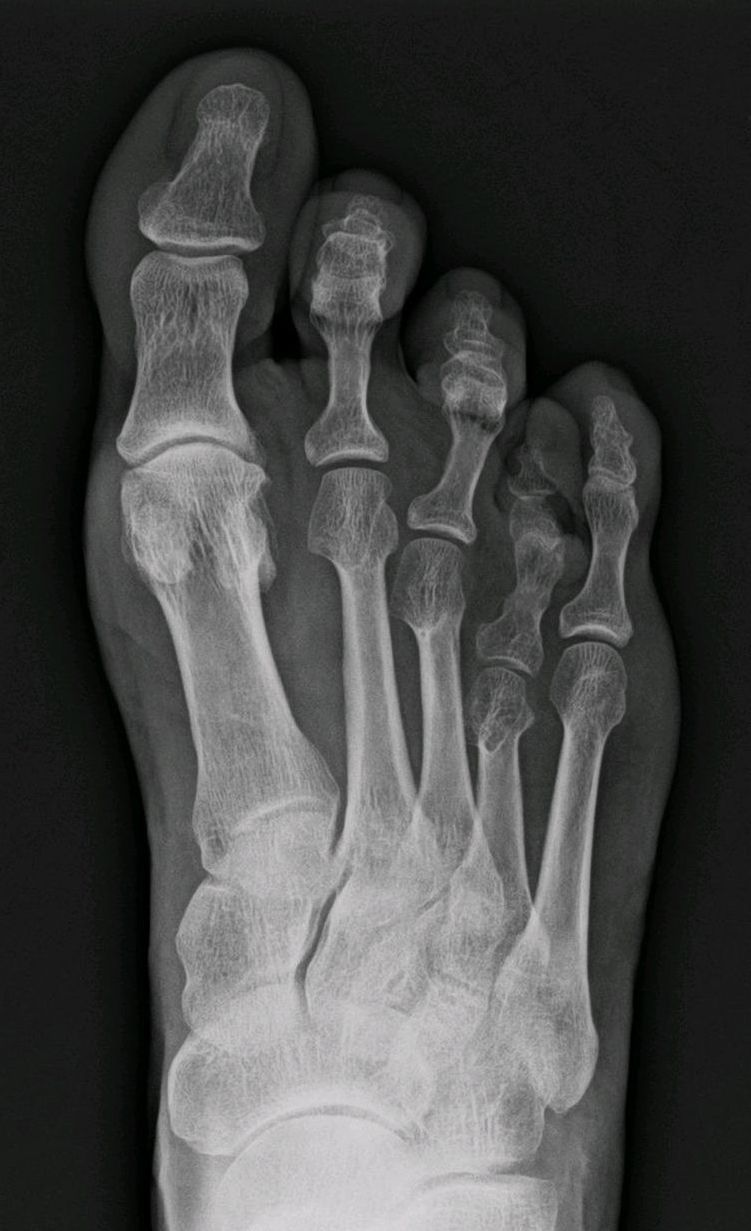
Рентгенограмма при брахиметатарзии четвёртой плюсневой кости

Брахиметатарзи́я (англ. brachymetatarsia, др.-греч. βραχυμεταταρσια: βραχυ — короткий; μεταταρσιο — плюсна) — это возникающая вследствие неизвестных причин редкая аномалия развития (укорочение) одной или нескольких плюсневых костей. Преждевременное закрытие зоны эпифизарного роста приводит к появлению дефекта: палец стопы (чаще всего четвёртый, но может быть и любой другой), длина которого не изменена, располагается несколько проксимальнее и выше остальных. Брахиметатарзия может быть одно- или двусторонней, с преобладанием последней (72% случаев). Если затронуто более одного пальца на одной ноге, то такой порок называется брахиметаподией. Укорочение первой плюсневой кости вызывает состояние, известное как палец Мортона, которое, впрочем, рассматривается как вариант нормы, поскольку не приводит к существенным изменениям внешнего вида стопы и появлению жалоб.
Встречается достаточно редко — с частотой примерно от 1 на 1820 до 1 на 4586 человек. У женщин чаще, чем у мужчин (в отношении 25:1, по другим данным 4:1).

## Классификация
Различают брахиметатарзию идиопатическую (т. е. возникающую самопроизвольно и по неустановленной причине — наиболее распространенная форма), в составе синдромов (Аарскога-Скотта, Апера, Дауна, Ларсена, Тёрнера, наследственной остеодистрофии Олбрайта) и приобретённую (после травмы, остеомиелита).

## Симптомы
Дефект становится заметен обычно в возрасте 5-7 лет, после чего постепенно прогрессирует до подросткового возраста. Состояние вызывает в той или иной степени усталость, а также боль при ходьбе и долгом стоянии на ногах, дискомфорт, неудобство при ношении обуви и, будучи косметическим дефектом, порождает чувство неловкости.

## Лечение
Правильный подбор обуви облегчает состояние, если же этого недостаточно или в случаях, когда пациенты настаивают на устранении дефекта, прибегают к оперативному лечению. Существуют разнообразные методики: удлинение плюсневых костей при помощи особого аппарата Илизарова; удлинение с применением внедряемых костных аутотрансплантантов; постепенное удлинение с использованием чрескостного остеосинтеза. Одновременно производится укорочение соседних плюсневых костей.
В послеоперационном периоде требуется иммобилизация стопы гипсовой повязкой на несколько месяцев.